# C.K. Vineeth
Chekiyot Vineeth (Kannur, 20 maggio 1988) è un ex calciatore indiano, attaccante del Thrissur Magic.

## Statistiche

### Presenze e reti nei club
| Stagione               | Squadra                | Campionato             | Campionato | Campionato | Coppe nazionali | Coppe nazionali | Coppe nazionali | Coppe continentali | Coppe continentali | Coppe continentali | Altre coppe | Altre coppe | Altre coppe | Totale | Totale |
| Stagione               | Squadra                | Comp                   | Pres       | Reti       | Comp            | Pres            | Reti            | Comp               | Pres               | Reti               | Comp        | Pres        | Reti        | Pres   | Reti   |
| ---------------------- | ---------------------- | ---------------------- | ---------- | ---------- | --------------- | --------------- | --------------- | ------------------ | ------------------ | ------------------ | ----------- | ----------- | ----------- | ------ | ------ |
| 2012-2013              | United SC              | IL                     | 23         | 7          |                 | -               | -               |                    | -                  | -                  |             | -           | -           | 23     | 7      |
| 2013-2014              | United SC              | IL                     | 21         | 2          |                 | -               | -               |                    | -                  | -                  | -           | -           | -           | 21     | 2      |
| Totale United SC       | Totale United SC       | Totale United SC       | 44         | 9          |                 | -               | -               |                    | -                  | -                  |             | -           | -           | 44     | 9      |
| 2014-2015              | Bengaluru              | IL                     | 18         | 3          |                 | -               | -               | AFC Cup            | 4                  | 1                  | -           | -           | -           | 22     | 4      |
| 2015                   | Kerala Blasters        | ISL                    | 9          | 0          |                 | -               | -               |                    | -                  | -                  |             | -           | -           | 9      | 0      |
| 2015-2016              | Bengaluru              | IL                     | 14         | 4          |                 | -               | -               | AFC Cup            | 3                  | 2                  | -           | -           | -           | 17     | 6      |
| 2016                   | Kerala Blasters        | ISL                    | 6+3        | 5+0        |                 | -               | -               |                    | -                  | -                  |             | -           | -           | 9      | 5      |
| 2016-2017              | Bengaluru              | IL                     | 15         | 7          | SC              | 2               | 2               | AFC Cup            | 0                  | 0                  | -           | -           | -           | 17     | 9      |
| Totale Bengaluru       | Totale Bengaluru       | Totale Bengaluru       | 47         | 14         |                 | 2               | 2               |                    | 7                  | 3                  |             | -           | -           | 56     | 19     |
| 2017                   | Kerala Blasters        | ISL                    | 14         | 4          | SC              | 1               | 0               | -                  | -                  | -                  | -           | -           | -           | 15     | 4      |
| 2018-gen. 2019         | Kerala Blasters        | ISL                    | 10         | 2          | SC              | -               | -               | -                  | -                  | -                  | -           | -           | -           | 10     | 2      |
| Totale Kerala Blasters | Totale Kerala Blasters | Totale Kerala Blasters | 42         | 11         |                 | -               | -               |                    | -                  | -                  | -           | -           | -           | 42     | 11     |
| gen.-giu. 2019         | Chennaiyin             | ISL                    | 6          | 1          | SC              | 4               | 2               | AFC Cup            | 7                  | 1                  | -           | -           | -           | 17     | 4      |
| 2019-2020              | Jamshedpur             | ISL                    | 10         | 1          | SC              | 0               | 0               |                    | -                  | -                  |             | -           | -           | 10     | 1      |
| 2020-2021              | East Bengal            | ISL                    | 2          | 0          | -               | -               | -               | -                  | -                  | -                  | -           | -           | -           | 2      | 0      |
| 2021-2022              | RoundGlass Punjab      | IL                     | 2          | 1          | -               | -               | -               | -                  | -                  | -                  | -           | -           | -           | 2      | 1      |
| 2024                   | Thrissur Magic         | SLK                    | 6          | 0          | -               | -               | -               | -                  | -                  | -                  | -           | -           | -           | 6      | 0      |
| Totale carriera        | Totale carriera        | Totale carriera        | 145        | 33         |                 | 7               | 4               |                    | 14                 | 4                  | -           | -           | -           | 166    | 41     |

### Cronologia presenze e reti in Nazionale
| Cronologia completa delle presenze e delle reti in nazionale ― India | Cronologia completa delle presenze e delle reti in nazionale ― India | Cronologia completa delle presenze e delle reti in nazionale ― India | Cronologia completa delle presenze e delle reti in nazionale ― India | Cronologia completa delle presenze e delle reti in nazionale ― India | Cronologia completa delle presenze e delle reti in nazionale ― India | Cronologia completa delle presenze e delle reti in nazionale ― India | Cronologia completa delle presenze e delle reti in nazionale ― India |
| Data                                                                 | Città                                                                | In casa                                                              | Risultato                                                            | Ospiti                                                               | Competizione                                                         | Reti                                                                 | Note                                                                 |
| -------------------------------------------------------------------- | -------------------------------------------------------------------- | -------------------------------------------------------------------- | -------------------------------------------------------------------- | -------------------------------------------------------------------- | -------------------------------------------------------------------- | -------------------------------------------------------------------- | -------------------------------------------------------------------- |
| 06-02-2013                                                           | Kochi                                                                | India                                                                | 2 – 4                                                                | Palestina                                                            | Amichevole                                                           | -                                                                    | 85’                                                                  |
| 04-03-2013                                                           | Yangon                                                               | Guam                                                                 | 0 – 4                                                                | India                                                                | AFC Challenge Cup                                                    | -                                                                    | 75’                                                                  |
| 19-11-2013                                                           | Siliguri                                                             | India                                                                | 2 – 0                                                                | Nepal                                                                | Amichevole                                                           | -                                                                    | 85’                                                                  |
| 11-06-2015                                                           | Bangalore                                                            | India                                                                | 1 – 2                                                                | Oman                                                                 | Qual. Mondiali 2018                                                  | -                                                                    | 25’                                                                  |
| 16-06-2015                                                           | Hagåtña                                                              | Guam                                                                 | 2 – 1                                                                | India                                                                | Qual. Mondiali 2018                                                  | -                                                                    |                                                                      |
| 31-08-2015                                                           | Pune                                                                 | India                                                                | 0 – 0                                                                | Nepal                                                                | Amichevole                                                           | -                                                                    | 66’                                                                  |
| 22-03-2017                                                           | Phnom Penh                                                           | Cambogia                                                             | 2 – 3                                                                | India                                                                | Amichevole                                                           | -                                                                    | 35’                                                                  |
| Totale                                                               |                                                                      | Presenze                                                             | 7                                                                    |                                                                      | Reti                                                                 | 0                                                                    |                                                                      |

## Palmarès

### Club

#### Competizioni nazionali
- I-League: 1

 Bengaluru: 2015-2016
- Coppa della Federazione: 1

 Bengaluru: 2016-2017